# Pavan K. Varma
Pour les articles homonymes, voir Varma (homonymie).
Pavan K. Varma, né à Nagpur le 5 novembre 1953 , est un diplomate, romancier et essayiste indien. Il est aussi élu au parlement pour le parti Janata Dal (United).

## Œuvres traduites en français
- Le Défi indien. Pourquoi le XXIe siècle sera le siècle de l’Inde, trad. d’André Lewin, Arles, France, Actes Sud, coll. « Questions de société », 2005, 368 p.  (ISBN 978-2-7427-5868-5)
- Kama Sutra : Le livre secret, trad. de Françoise Huet, Paris, Marabout, coll. « Autres formats », 2007, 368 p.  (ISBN 978-2-501-05045-6)
- La Classe moyenne en Inde. Naissance d’une nouvelle caste, trad. de Eric Auzoux, Arles, France, Actes Sud, coll. « Questions de société », 2009, 320 p.  (ISBN 978-2-7427-8763-0)[1]
- Devenir Indien. La Révolution inachevée de la culture et de l’identité, trad. de Eric Auzoux, Arles, France, Actes Sud, coll. « Questions de société », 2011, 288 p.  (ISBN 978-2-330-00213-8)
- Les Falaises de Wangsisina, trad. de Sophie Bastide-Foltz, Arles, France, Actes Sud, coll. « Lettres indiennes », 2014, 240 p.  (ISBN 978-2-330-03043-8)